# Archimedes (Raumsonde)
Archimedes ist eine von der Mars Society Deutschland konzipierte und entwickelte Ballonsonde zur Erforschung der Marsatmosphäre. Archimedes soll als Sekundärnutzlast mit einer anderen Mission zum Mars transportiert werden.

## Konzept
Die Sonde ist nach dem altgriechischen Naturwissenschaftler Archimedes von Syrakus benannt, der unter anderem das Schwimmprinzip entdeckt und die Gesetze der Hydro- und Aerostatik erkannt hat. Gleichzeitig stellt der Name die Abkürzung für eine zusammenfassende Beschreibung der Mission und ihrer Instrumente dar: Aerial Robot, Carrying High resolution Imaging, a Magnetometer Experiment and Direct Environment Sensors.
Das Konzept von Archimedes besteht darin, dass der Ballon bereits im Weltraum aufgeblasen wird und beim folgenden Eintritt in die Marsatmosphäre als Hyperschall-Bremskörper wirkt, um anschließend die Atmosphäre auf einer niedrigeren Umlaufbahn wieder zu verlassen. Nach mehreren solchen Atmosphären-Durchflügen soll er in der Atmosphäre verbleiben und langsam zum Boden sinken. Dabei sollen während des gesamten Verlaufes des Abstiegs im hypersonischen und subsonischen Bereich Messdaten aufgenommen werden. Außerdem soll das Restmagnetfeld des Mars vermessen und seine Oberfläche während des Abstiegs aus verschiedenen Höhen mit hochauflösenden Bildern aufgenommen werden. Solche Messungen sind beim Eintritt einer konventionellen Landesonde in die Atmosphäre nicht möglich.
Die Projektbeteiligten sind aufgrund eigener Untersuchungen der Ansicht, dass dieses Konzept realisierbar ist.

## Entwicklung
Neben der Mars Society Deutschland e.V. (MSD) und Instituten verschiedener Universitäten ist besonders die Universität der Bundeswehr München mit ihren Instituten für Raumfahrttechnik, Leichtbau und Thermodynamik beteiligt. Weitere Institute der Universität haben Beiträge geleistet.
Die Mobile Raketenbasis des Deutschen Zentrums für Luft- und Raumfahrt (DLR-MoRaBa) stellt die Raketen und Startmöglichkeiten für das Simulations- und Erprobungsprogramm MIRIAM zur Verfügung, das den Nachweis für die Durchführbarkeit der ARCHIMEDES Marsmission erbringen soll. 
Grundlegende Unterstützung erfährt das Projekt von der Firma IABG in Ottobrunn, die ihr Raumfahrttestzentrum für Versuche im Rahmen von Archimedes kostenlos zur Verfügung stellt. Zahlreiche weitere Unternehmen steuern Sachspenden und Dienstleistungen bei, so hat z. B. die Firma Lohmann Tapes Neuwied eigens zur Herstellung des Ballons ein hochtemperaturbeständiges Klebeband entwickelt und die Lehrlingswerkstatt des Schiffshebewerk Lüneburg Scharnebeck eine Vorrichtung zum Verschweissen der Ballonsegmente gebaut. 
Seit 2016 wird die Entwicklung von Archimedes auch durch das ESA Technology Support Program gefördert.
Als Projekt der Mars Society Deutschland e.V. ist das Projekt Archimedes für eine möglichst breite Beteiligung von Raumfahrtinteressierten angelegt. So werden alle Ballons und viele elektronische Bauelemente von Mitgliedern der MSD und anderen Freiwilligen ehrenamtlich und in der Freizeit hergestellt.
Der Start von Archimedes war ursprünglich für 2018 an Bord der P5A-Marssonde der AMSAT Deutschland geplant, dieses Projekt wurde jedoch eingestellt. Archimedes kann aber nach einer entsprechenden technischen Anpassung auch mit anderen Marssonden mitfliegen. Das grundsätzliche Missionskonzept bleibt dabei unverändert.

## Hintergrund
Forschungsballone werden auf der Erde seit langer Zeit in den verschiedensten wissenschaftlichen Bereichen eingesetzt. Aber auch auf anderen Planeten erscheint ihre Verwendung sinnvoll und möglich. Da ein Ballon während eines längeren Zeitraums alle Bereiche der Atmosphäre durchfahren kann, ermöglicht er dort direkte Messungen von Druck, Dichte und Atmosphärenströmungen von der Ionosphäre bis zum Boden, sowie Bilder aus Perspektiven, die aus der Umlaufbahn oder von einer gelandeten Sonde aus nicht möglich sind. Durch die Verfolgung der Bahn, die der Ballon, nur vom Wind und den Temperaturverhältnissen gesteuert, nimmt, sind zusätzliche Rückschlüsse und wissenschaftliche Erkenntnisse möglich.
Während auf der Venus bereits im Jahr 1985 im Rahmen der sowjetischen VEGA-Missionen französische Ballons erfolgreich zum Einsatz kamen, scheiterten bisher alle Konzepte für einen Mars-Ballon an der wesentlich dünneren Atmosphäre des Planeten, die dem Ballonkörper nur sehr geringen Auftrieb bietet. Diese Atmosphäre erfordert einen relativ großen Ballon mit möglichst geringem Eigengewicht, um eine geeignete Nutzlast tragen zu können. Bei einer solchen Konstruktion sind wegen der dünnen Ballonhaut bei großer Fläche vor allem das Ballonmaterial und seine Faltung und Verpackung, sowie das Entfalten und der Aufblasvorgang, die später unter Weltraumbedingungen und ohne jedes menschliche Eingreifen erfolgen müssen, technische Herausforderungen. Verschiedene Untersuchungen und Experimente in der frühen Phase des Projekts hatten klar ergeben, dass das Aufblasen des Ballons sowohl während des Landeanflugs durch die Atmosphäre als auch von einem Landemodul auf der Marsoberfläche aus mit den vorhandenen Mitteln kaum realisierbar ist und ferner nicht die Möglichkeit bietet, Messdaten in größeren Höhen aufzunehmen.
Daher wurde für Archimedes ein neuer Ansatz gewählt: Der Ballon wird bereits im Weltraum aufgeblasen und dient beim Eintritt in die Atmosphäre selbst als Widerstandskörper. Da der Atmosphärendruck auf dem Mars nur etwa 10 mbar beträgt, muss der Ballon nur auf etwa 20 mbar aufgeblasen werden, um in der Marsatmosphäre prall zu bleiben. Diesen Innendruck hält ein Ballon auch mit einer sehr dünnen Außenhaut aus, was eine leichte Bauweise ermöglicht. Fallschirme oder Bremsraketen sind nicht notwendig und während des Fluges müssen keine kritischen Manöver mehr durchgeführt werden. Damit können sowohl der Aufbau des Raumfahrzeugs als auch das Missionsprofil entscheidend vereinfacht werden. Die große Fläche und das geringe Eigengewicht des Ballons sorgen bereits in Atmosphärenschichten mit sehr geringer Dichte für eine hohe Abbremsung. Weiterhin verteilt sich die dabei entstehende Wärme auf eine vergleichsweise große Oberfläche.

## Aufbau
Die Instrumente sind am „Südpol“ des Ballons in einem Instrumententräger untergebracht und mit einer „Nasenkappe“ so verkleidet, dass die Kugelform des Ballons erhalten bleibt. Diese Verkleidung dient nicht nur als Hitzeschild, sondern beherbergt auch spezielle Instrumente zur Untersuchung der Hochatmosphäre und des Strömungsfeldes bei den schnellen Atmosphärendurchflügen und schützt gleichzeitig die Instrumente für tiefere Atmosphärenschichten vor der Aufheizung während der Hyperschallphase. Kurz vor Unterschreiten der Schallgeschwindigkeit wird sie abgeworfen und gibt die übrigen Sensoren frei. 

## Instrumente
Die Instrumente werden von verschiedenen Instituten entwickelt. Der Instrumententräger von Archimedes enthält:
- Hochauflösende Kamera vom Institut für Planetenerkundung, DLR Berlin.
- Magnetometer zur Messung von Feldstärkeänderungen im Magnetfeld der Planetenkruste und zum Studium der Wechselwirkung des Planetenkörpers mit dem Magnetfeld des Sonnenwindes vom Institut für Geophysik und Extraterrestrische Physik der TU Braunschweig.
- „Wetterpaket“ AtmosB, bestehend aus einem Thermometer, einem Barometer und einem Hygrometer vom Finnischen Meteorologischen Institut Helsinki.

Diese Wetterinstrumente kommen zum Einsatz, sobald die Nasenkappe, die den Instrumententräger beim Eintritt in die Atmosphäre und bei Hyperschallgeschwindigkeit schützt, abgesprengt wird, während das Magnetometer und die Kamera bereits von Anfang an Daten erfassen können.
Damit im Weltraum und während des Eintritts noch zusätzliche Experimente durchgeführt werden können, wird auch die Nasenkappe selbst mit Instrumenten ausgestattet:
- AMS, Accelerometric Measurement System: Beschleunigungssensoren zur präzisen Messung der Abbremsung in der hohen Atmosphäre von der Mars Society Deutschland.
- COMPARE-Experiment zur Messung des Staudrucks und der Aufheizung des Hyperschallverdichtungsstosses, vom Institut für Raumfahrtsysteme der Universität Stuttgart.

## Missionsverlauf
Nachdem der primäre Satellit am Mars angekommen ist und seinen endgültigen Orbit um den Planeten erreicht hat, wird Archimedes zusammen mit einer eigenen Antriebseinheit, die auch die Heliumtanks und alle Vorrichtungen zum Aufblasen des Ballons enthält, abgetrennt und auf eine niedrigere Umlaufbahn abgebremst. Der Trägersatellit bleibt auf seiner höheren Bahn und dient gegebenenfalls als Relaisstation für die Datenübertragung zur Erde.
Sobald die geeigneten Voraussetzungen gegeben sind – gutes Wetter, gesicherte Funkverbindung zur Erde, Eintritt auf der Tagseite des Planeten –, wird Archimedes noch weiter abgebremst, so dass der niedrigste Punkt der Umlaufbahn gerade innerhalb der Hochatmosphäre liegt. Noch vor Erreichen dieses Punktes wird der Ballon aufgeblasen und von der Antriebseinheit getrennt. Seine Bahn streift daraufhin die Marsatmosphäre, die ihn nach mehrmaligem Eintauchen schließlich so weit verlangsamt, dass er in der Atmosphäre verbleibt und zur Oberfläche absinkt. Ab dem Aufblasvorgang werden während der gesamten Mission wissenschaftliche Messungen durchgeführt und die Daten übertragen. Es wird damit gerechnet, dass der Ballon bereits in einer Höhe von etwa 50 bis 60 km die Schallgeschwindigkeit unterschreitet, so dass selbst die Wettersensoren über einen längeren Zeitraum zum Einsatz kommen und ein vollständiges Atmosphärenprofil über die Eintrittsbahn aufgezeichnet werden kann. Nach etwa 60 Minuten ist der Boden erreicht und die Mission beendet.

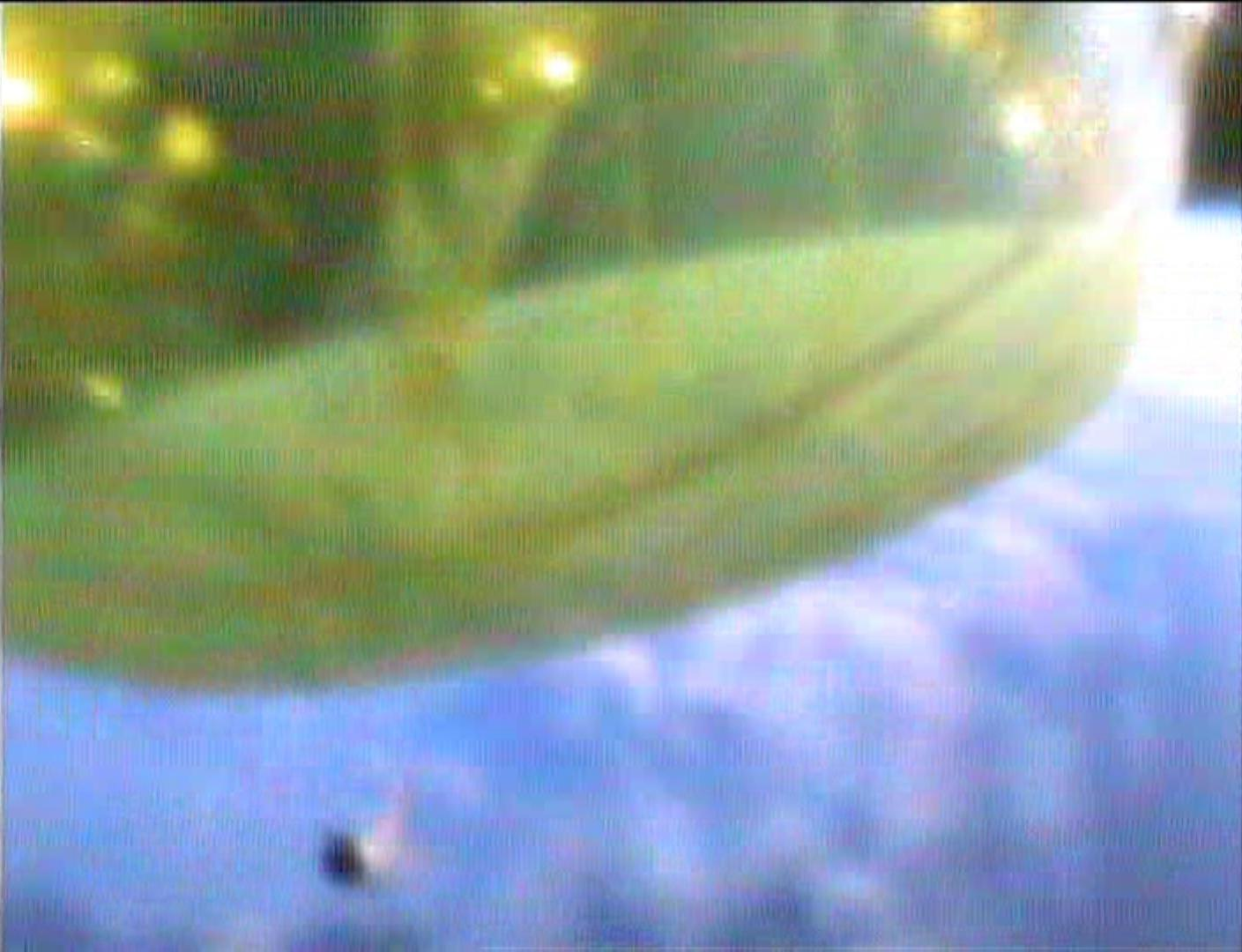
MIRIAM-1 Ballon im Weltraum

Die ARCHIMEDES Marsmission wird aufgrund ihrer Komplexität in einem umfangreichen Entwicklungs- und Simulationsprogramm auf der Erde vorbereitet.

## Stand des Entwicklungs- und Simulationsprogramms

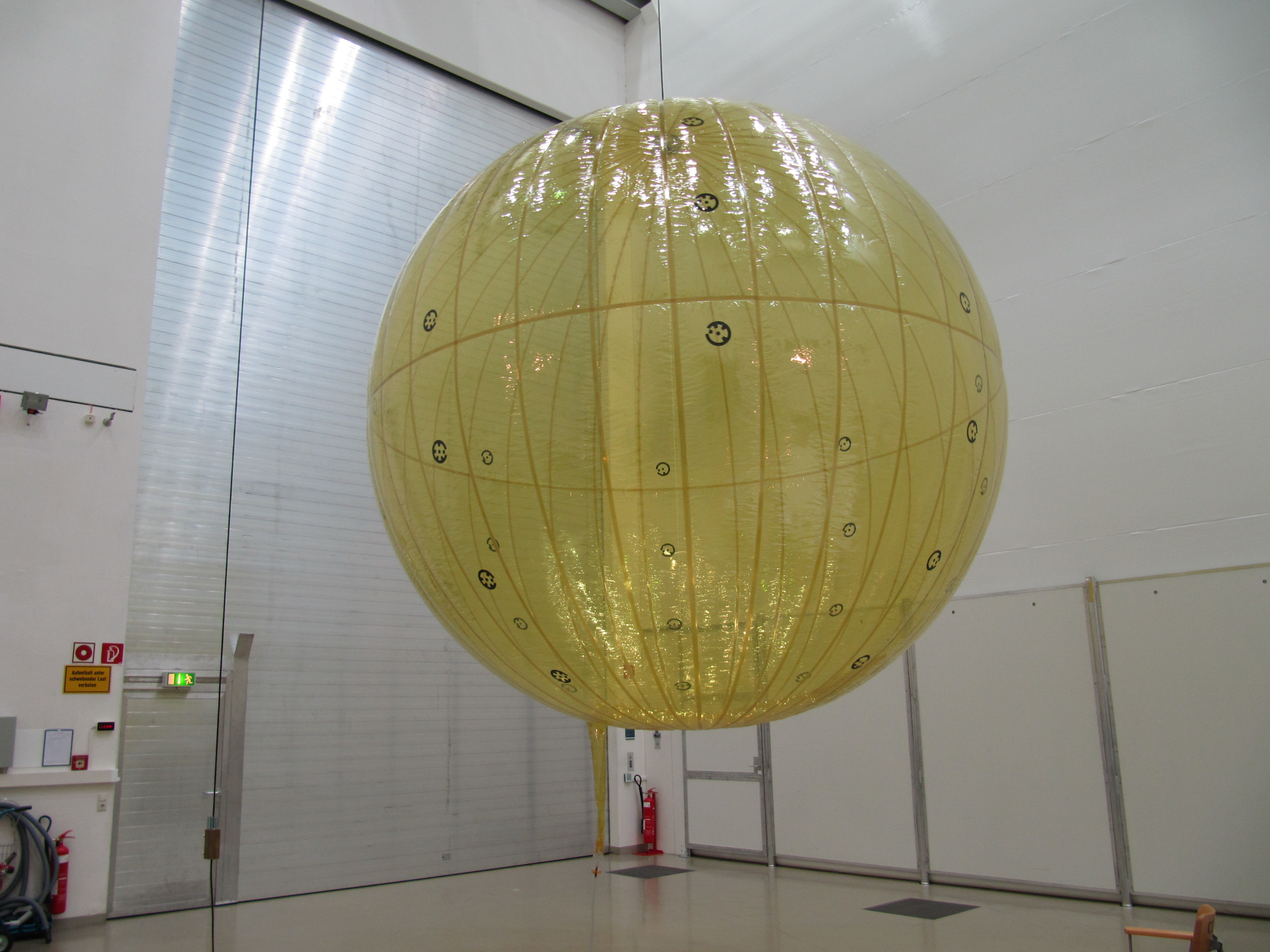
MIRIAM-2-Ballon beim Aufblastest in der IABG

Folgende Flugversuche wurden bisher durchgeführt bzw. sind geplant:
- Auf einer Parabelflugkampagne der ESA wurde im Jahr 2005 ein maßstabsgerechtes Modell einer frühen Version des Auswurfmechanismus in der Schwerelosigkeit erfolgreich getestet
- Beim Flugversuch REGINA (REsidual Gas INflation test for Archimedes) wurde 2006 ein Modell des Entfaltungssystems auf der Höhenforschungsrakete REXUS-3 von der Esrange in Kiruna, Schweden, auf 90 km Höhe gebracht und unter Weltraumbedingungen getestet.

- Im Oktober 2008 wurde ebenfalls in Kiruna der Flugversuch MIRIAM-1 (Main Inflated Reentry Into the Atmosphere Mission Test) durchgeführt, bei dem der komplette Funktionszyklus des Systems vom Aufblasen des Ballons bis zum Eintritt in die Atmosphäre einschließlich der Datenübertragung getestet werden sollte. Dazu wurde mit einer REXUS-4-Rakete der DLR-MoRaBa ein Ballon mit 4 m Durchmesser auf 140 km Höhe gebracht. Die Mission war nur ein Teilerfolg. Aufgrund einer Fehlfunktion im Trennmechanismus von MIRIAM-1 wurde die Ballon-Aufblaseinheit zu spät abgetrennt und der Aufblasvorgang bei noch gepacktem Ballon gestartet, bis der Überdruck schließlich den Aufblas-Schlauch vom System trennte. Als sich das Flugsystem schließlich von der Rakete löste, wurde der Ballon sofort freigesetzt und die Entfaltung erfolgte unkontrolliert und mit nur ca. 10 % der vorgesehenen Gasmenge. Bordelektronik, Software und Datenübertragung funktionierten wie vorgesehen. Obwohl damit die vollständige Ballonentfaltung und der anschließende Eintritt in die Atmosphäre nicht wie geplant zustande kamen, wurde durch die empfangenen Daten die grundsätzliche Funktionsfähigkeit des Entwurfs belegt.

- Am 3. November 2015 wurden während eines Parabelfluges Ballonauswurftests für MIRIAM-2 durchgeführt. Dabei bewegte sich das Ballonpaket nur wenige Zentimeter aus dem Container. Es ergab sich unter anderem, dass die Federkraft des Auswurfmechanismus zu schwach ausgelegt war.

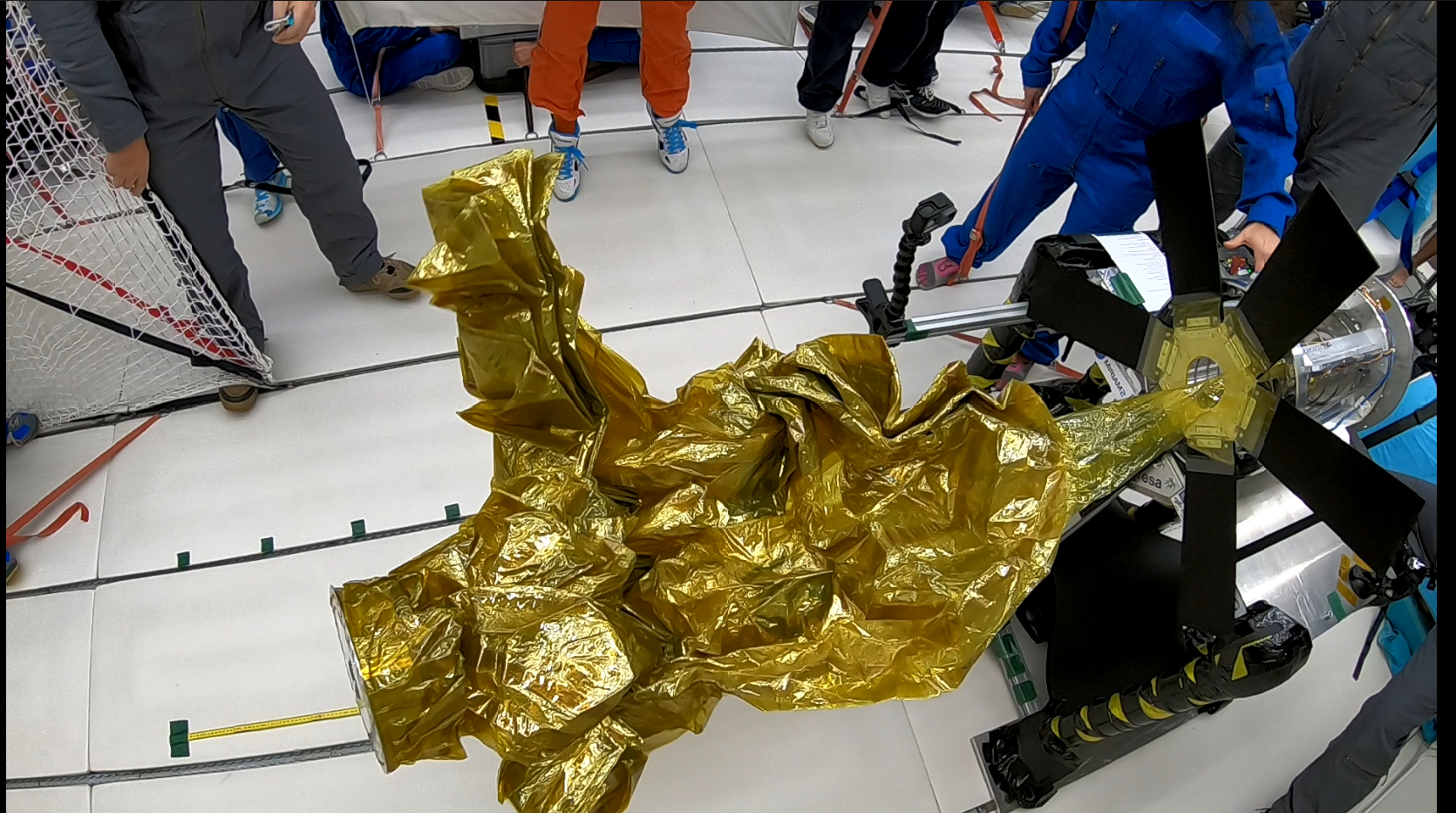
MIRIAM-2-Ballonpaket beim Auswurftest während eines Parabelflugs

- Eine insgesamt verbesserte Version des Ballonauswurfmechanismus wurde im Rahmen einer weiteren Parabelflug-Kampagne schließlich am 15. Dezember 2017 mit vollem Erfolg getestet.
- Der nächste Flugtest wurde im Oktober 2020 für Herbst 2023 angekündigt,[2] dann aber weiter auf den 5. Mai 2025[veraltet] verschoben.[3] MIRIAM-2 soll mit einer Black Brant starten, die eine Höhe von über 200 km erreichen soll. Dadurch verlängert sich die Missionszeit gegenüber MIRIAM-1, sodass mehr Zeit für die Trennung des Ballonträgers von der Rakete und den Aufblasvorgang zur Verfügung steht, was die Erfolgsaussichten der Mission deutlich verbessert. MIRIAM-2 wird gegenüber MIRIAM-1 auch mit einem wesentlich weiter entwickelten Ballon fliegen, der in Material, Fertigungsmethodik und Funktion weitgehend dem Marsballon entspricht. So wurden die Ballonsegemente nicht mehr mit Klebeband verbunden, sondern miteinander verschweißt. Zahlreiche weitere Verbesserungen gegenüber MIRIAM-1 sollen das Gelingen der MIRIAM-2-Mission sicherstellen.

MIRIAM-1 und MIRIAM-2 sind komplexe Raumfahrzeuge, da der Ballon zuerst einmal in eng verpacktem Zustand in den Raum transportiert werden muss. Dort muss der Ballon vollautomatisch entfaltet, stufenweise aufgeblasen und anschließend freigesetzt werden für seine eigentliche Mission, den Eintritt in die Erdatmosphäre. Die während dieser Missionsphase gewonnenen Messdaten sollen Aufschluss geben über das Verhalten des Ballons und damit die Machbarkeit der Marsmission belegen. Selbstverständlich stellt auch der Test der Systeme für den Transport und die Freisetzung des Ballons ein wesentliches Missionsziel dar.